# The Ultimate Fighter: A New World Champion Finale
The Ultimate Fighter: A New World Champion Finale, noto anche come The Ultimate Fighter 26 Finale, è stato un evento di arti marziali miste tenuto dalla Ultimate Fighting Championship il 1º dicembre 2017 al Monte Carlo Resort and Casino di Paradise, negli Stati Uniti.
L'evento ha inaugurato la prima campionessa dei pesi mosca femminili nella storia dell'organizzazione.

## Risultati
|                                                   | Divisione              |                         |                 |                   | Metodo                                      | Round           | Tempo           | Premio          |
| Card Principale                                   | Card Principale        | Card Principale         | Card Principale | Card Principale   | Card Principale                             | Card Principale | Card Principale | Card Principale |
| ------------------------------------------------- | ---------------------- | ----------------------- | --------------- | ----------------- | ------------------------------------------- | --------------- | --------------- | --------------- |
| Sfida valida per il titolo vacante di campionessa | Pesi mosca femminili   | Nicco Montaño           | batte           | Roxanne Modafferi | Decisione unanime (50-45, 49-46, 49-46)     | 5               | 5:00            | FOTN            |
|                                                   | Pesi gallo             | Sean O'Malley           | batte           | Terrion Ware      | Decisione unanime (29-28, 29-28, 29-28)     | 3               | 5:00            |                 |
|                                                   | Pesi mosca femminili   | Lauren Murphy           | batte           | Barb Honchak      | Decisione non unanime (29-28, 28-29, 29-28) | 3               | 5:00            |                 |
|                                                   | Pesi medi              | Gerald Meerschaert      | batte           | Eric Spicely      | KO tecnico (calcio al corpo)                | 2               | 2:18            | POTN            |
|                                                   | Pesi mosca femminili   | DeAnna Bennett          | contro          | Melinda Fábián    | Parità di maggioranza (29-27, 28-28, 28-28) | 3               | 5:00            |                 |
|                                                   | Pesi gallo             | Brett Johns             | batte           | Joe Soto          | Sottomissione (presa alla caviglia)         | 1               | 0:30            | POTN            |
| Card Preliminare (Fox Sports 1)                   |                        |                         |                 |                   |                                             |                 |                 |                 |
|                                                   | Pesi mosca femminili   | Montana De La Rosa      | batte           | Christina Marks   | Sottomissione (armbar)                      | 1               | 2:00            |                 |
|                                                   | Pesi medi              | Ryan Janes              | batte           | Andrew Sanchez    | KO tecnico (pugni)                          | 3               | 0:59            |                 |
|                                                   | Catchweight (58,96 kg) | Rachael Ostovich-Berdon | batte           | Karine Gevorgyan  | Sottomissione (armbar)                      | 1               | 1:40            |                 |
|                                                   | Pesi mosca femminili   | Shana Dobson            | batte           | Ariel Beck        | KO tecnico (pugni)                          | 2               | 2:53            |                 |
| Card Preliminare (UFC Fight Pass)                 |                        |                         |                 |                   |                                             |                 |                 |                 |
|                                                   | Pesi mosca femminili   | Gillian Robertson       | batte           | Emily Whitmire    | Sottomissione (armbar)                      | 1               | 2:12            |                 |

## Premi
I lottatori premiati ricevettero un bonus di 50.000 dollari.
Legenda:
- FOTN: Fight of the Night (vengono premiati entrambi gli atleti per il miglior incontro dell'evento)
- POTN: Performance of the Night (viene premiato il vincitore per la migliore performance dell'evento)